# Odo d'Arezzo
Odo d'Arezzo (vivant à la fin du Xe siècle) est un moine de la ville  d'Arezzo, actif comme compositeur et théoricien de la musique.

## Vie et carrière
On sait peu de choses sur sa vie, sauf qu'il était abbé à Arezzo, travaillant sous les ordres de l'évêque Donat d'Arezzo. Odo a composé un tonaire (un livre de chants qui comprenait généralement des antiennes et des répons) avec un essai sur les modes. On retrouve ces chants dans vingt manuscrits, dont quatre contiennent des attributions directes à Odo.